# Sabha, Jordanien
Sabha är en ort i Jordanien. Den ligger i provinsen al-Mafraq, i den norra delen av landet, 70 km nordost om huvudstaden Amman. Sabha är huvudort för underdistriktet Sabha, i distriktet al-Badiya ash-Shamaliyya. Sabha ligger 834 meter över havet och antalet invånare är 5 315.